# تربثريك (كورنوال)
تربثريك (بالإنجليزية: Trebetherick)‏ هي قرية تقع في المملكة المتحدة في كورنوال.  يقدر عدد سكانها بـ 1,449 نسمة .

## معرض صور

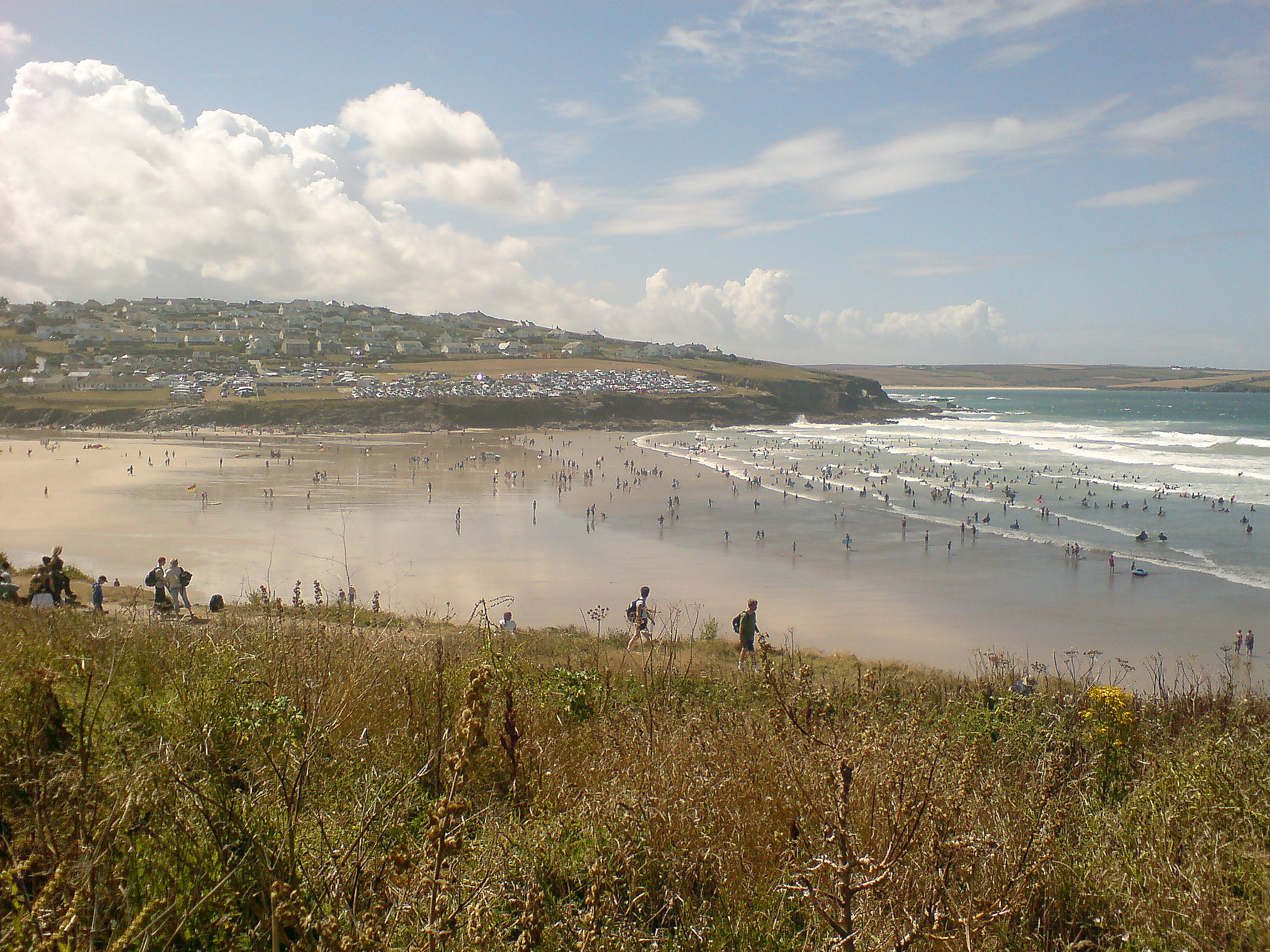
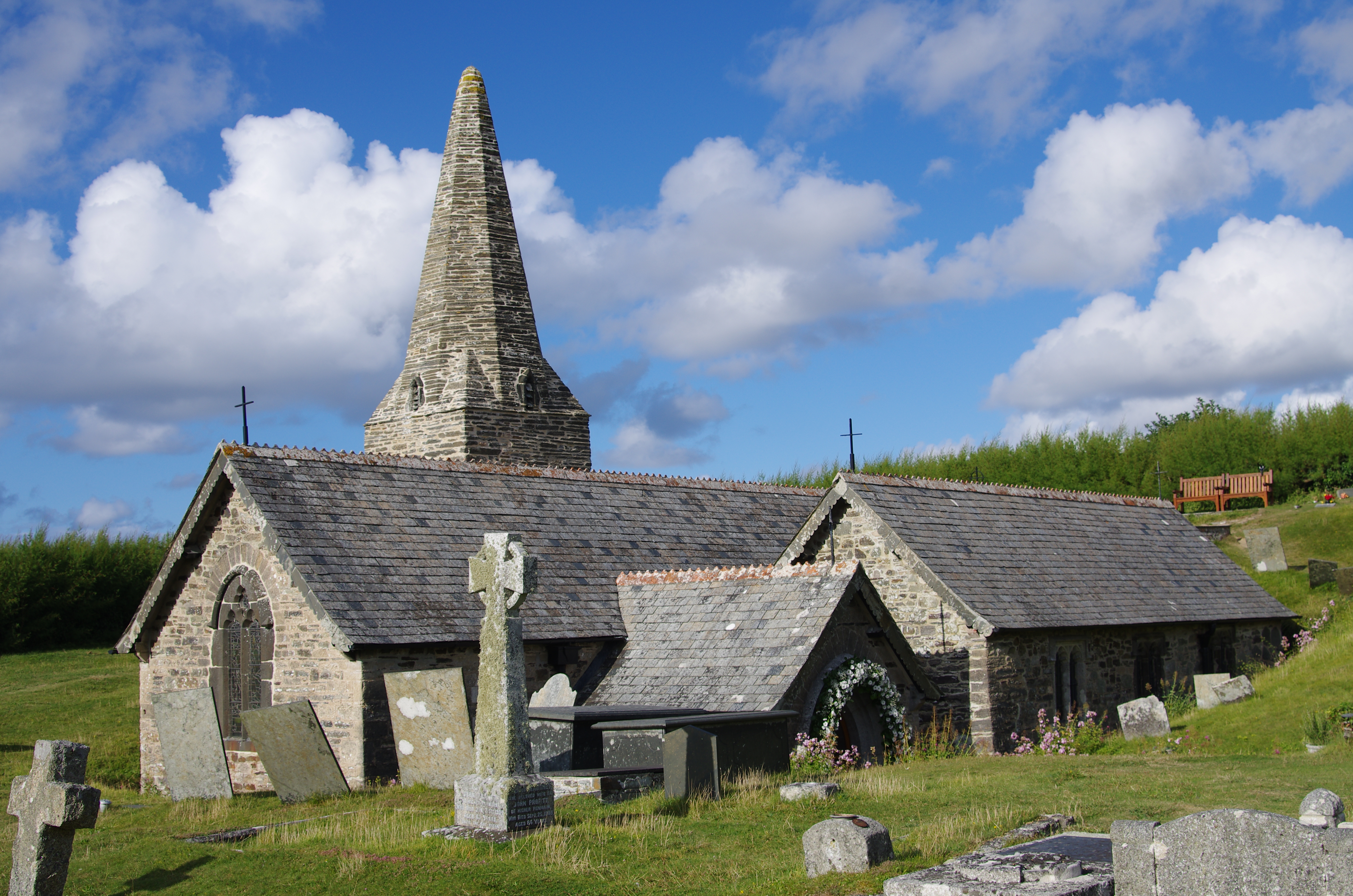
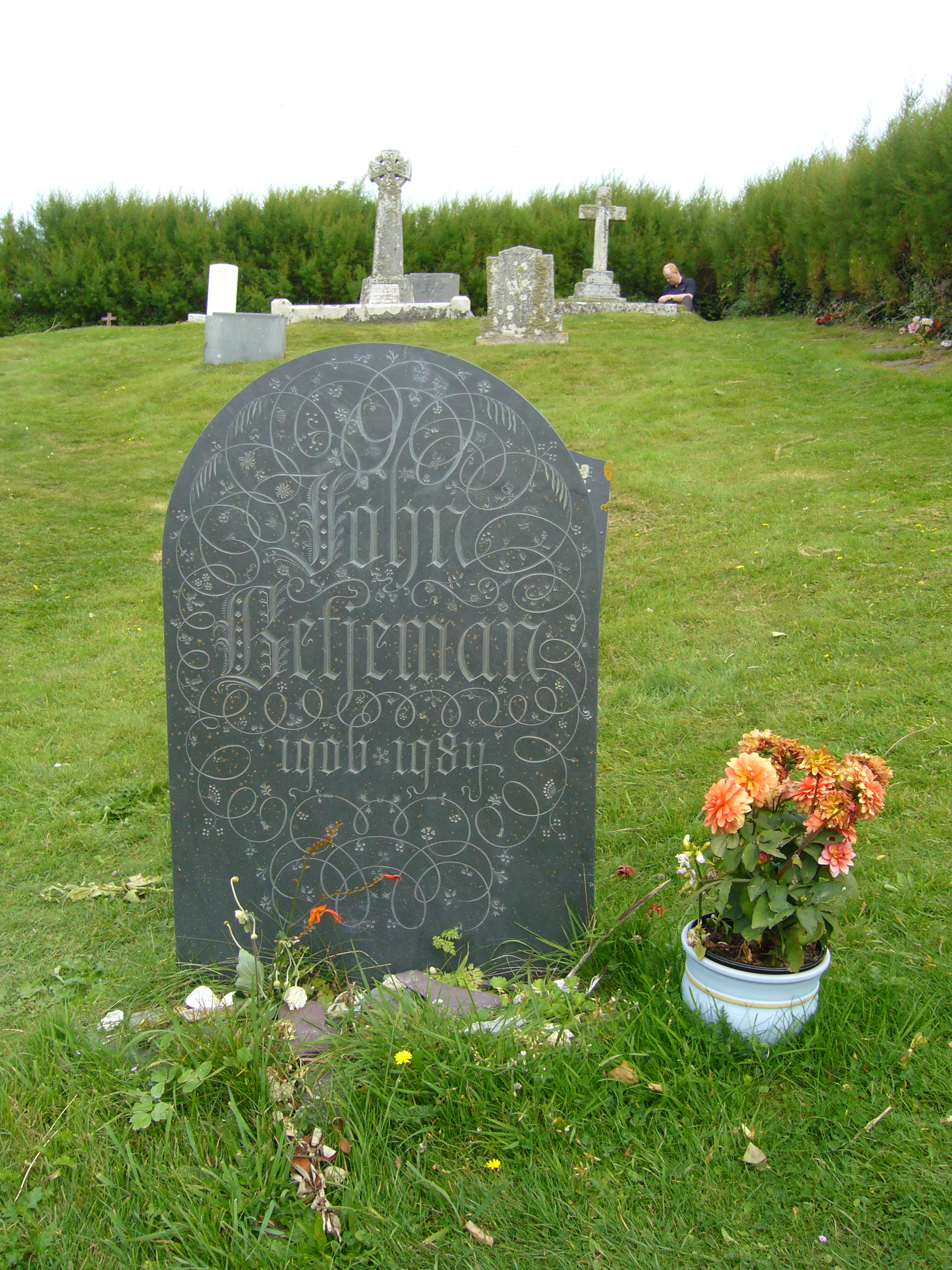